# Le Retour de l'assassin
Le Retour de l'assassin est un roman de fantasy écrit par Robin Hobb. Traduction française de la seconde moitié du livre original Fool’s Quest publié en 2015, il a été publié en français le 28 septembre 2016 aux éditions Pygmalion et constitue le quatrième tome du troisième cycle de L'Assassin royal.

## Résumé
FitzChevalerie n'a qu'une idée : poursuivre les ravisseurs d'Abeille. Il reprend un entrainement quotidien à la hache face à une troupe de soldat dirigée par Gantelée, une ancienne soldate qui l'avait assisté sur l'île d'Aslevjal. Umbre l'informe que sa fille Pépite possède l'Art mais qu'il a fermé son esprit à cette magie et qu'il ne peut donc malheureusement pas la contacter pour savoir où elle se trouve. Fitz a rapporté de Flétribois le cahier de sa fille Abeille dans lequel elle a noté ou dessiné ses rêves ; mais malgré cette lecture, il refuse de la considérer comme un prophète. Le Fou, quant à lui, est obsédé par le désir de détruire Clerres.
Ellik, le chef des mercenaires chalcédiens, a compris comment Vindeliar les « embrume » pour les convaincre d'obéir à Dwalia. Il devient menaçant et charge ses hommes de circonvenir le garçon. Pendant ce temps, des oiseaux de Vif les ont repérés. Le roi Devoir a prévu une manœuvre de la garde pour arrêter les assaillants chalcédiens de Flétribois. Mais Fitz ne peut se résoudre à attendre et décide de partir, seul, pour tenter de délivrer sa fille. Mais Lant et Persévérance, puis Crible, le rejoignent. Il leur échappe, étouffe l'Art en lui grâce à de l'écorce elfique, et poursuit seul les ravisseurs. Il trouve Ellik, le commandant des soldats chalcèdes, qu'il capture et fait parler. Il apprend que ce dernier était l'homme de main du Duc de Chalcède auquel il pensait pouvoir succéder à sa mort. Ellik lui explique comment lui et ses hommes ont réussi à utiliser les pouvoirs de Vindeliar mais que cela s'est retourné contre eux quand ils s'en sont pris à Dwalia : Vindeliar les a rendus fous et ils se sont entre-tués. Fitz lui reprend l'épée de Vérité, volée à Flétribois, avant de le tuer sans pitié.
Abeille et Évite ont profité de la confusion pour s'enfuir, mais Kerf, un soldat chalcédien amoureux d'Évite, les rattrape et, persuadé de les aider, les ramène à Dwalia, qui entraîne alors toute sa troupe dans une Pierre Témoin grâce à un gant qu'elle enfile sur sa main avant de la toucher. Au moment du transfert où tous doivent se tenir la main, Abeille réussit à mordre le soldat qui tenait celle d'Évite qui ainsi peut s'enfuir. Fitz, que les soldats envoyés par Devoir pour attaquer les guerriers chalcédiens ont rejoint, tombe par hasard sur Évite. Elle lui raconte comment elle s'est enfuie alors qu'Abeille a été emmenée par Dwalia à travers un pilier d'Art. Elle les y amène bien mais Fitz, fermé à l'Art par l'écorce elfique, ne peut franchir le portail.
À son retour à Castelcerf, Devoir ordonne à Fitz de se conduire désormais en prince du sang. Il lui fait attribuer les anciens appartements de Dame Patience. Un clan d'Art est envoyé par le pilier pour chercher Abeille mais une fois arrivé à destination, rien ne permet de penser que des personnes y sont passées récemment. Tous la pensent perdue à jamais dans le fleuve d'Art. Le Fou poursuit lentement sa convalescence, mais ne retrouve pas la vue. Il demande à Fitz d'aller à Clerres pour y tuer tous les Serviteurs Blanc. Fitz décide d'y aller mais seul. Il se prépare alors minutieusement à exécuter sa vengeance : il récupère certaines informations dans le journal intime d'Abeille trouvé auparavant à Flétribois ; le Fou lui raconte tout ce dont il se souvient de Clerres ; Umbre lui confie une carte détaillée des terres connues et une autre où sont notés tous les piliers d'Art. Ortie comprend le dessein de son père et, approuvant son projet, elle convainc le roi Devoir de le laisser partir. Fitz décide de commencer son voyage par le pilier d'Art à travers duquel a disparu sa fille. Au moment de le traverser, Lant et Persévérance se jettent sur lui et le portail les mène tous trois dans les Montagnes. Fitz abandonne momentanément ses deux compagnons afin de se rendre au jardin des Dragons de pierre où Fitz est un peu plus tard réconforté par la voix de Vérité-le-dragon. En revenant retrouver Lant et Persévérance, il apprend que ces derniers ont reçu la visite du Fou et de Cendre, sous les traits féminins d'Ambre et de Braise. Le Fou semble avoir étalé du sang de dragon sur sa main pour pouvoir traverser le pilier d'Art. Ne voyant pas Fitz, ils sont repartis pour Kelsingra, la cité Ancienne.
Plus tard, Ambre et Braise rejoignent Fitz et ses compagnons. Le Fou explique à Fitz qu'ils ont commencé leur périple en utilisant une vieille pierre d'Art qui se situe dans les cachots de Castelcerf. Ils se sont alors retrouvés sur l'île d'Aslevjal où ils ont utilisé un nouveau pilier d'Art pour arriver dans les Montagnes. N'y trouvant que Lant et Persévérance, ils sont partis pour Kelsingra d'où le Fou est revenu avec la main gauche gainée d'Argent, échappant de peu à un dragon rouge et son cavalier furieux. La venue d'un vieil ours affamé oblige Ambre et Braise à repartir dans le pilier, bientôt suivies par les autres. Ils sont accueillis à Kelsingra par des guerriers et un dragon. Le Fou et Braise se cachent sous la cape papillon d'Abeille tandis que Fitz se présente au général Kanaï, menaçant et soupçonneux, comme le prince Fitz-Chevalerie Loinvoyant demandant audience aux souverains Malta et Reyn Khuprus. Reyn les reçoit peu après puis ils sont conviés à un repas dans le bâtiment dédié aux invités. Ils y rencontrent Malta, qui est accompagnée d'Ambre et de Braise. Au cours du repas, Malta leur présente Ephron, son fils malade. Quand Fitz lui serre la main, il prend conscience de ce dont souffre cet enfant et effectue involontairement une guérison d'Art, au plus grand bonheur de ses parents. Le lendemain, on lui amène des enfants mal formés par les dragons. Les guérisons s’enchaînent… et tout s'emballe. Pressé par la foule, possédé par l'Art, il se noie et se disperse dans le fleuve d'Art. Lant lui fait avaler de l'écorce elfique, Ambre le touche avec sa main recouverte d'Argent et le fait ainsi réintégrer son identité. Kanaï, apercevant la main d'Ambre et comprenant ainsi qu'elle a volé de l'Argent destiné aux dragons, tente de les faire tous arrêter.
Abeille se réveille, sonnée, sur une dalle de pierre noire. C'est le printemps. Elle se met à courir pour échapper à Dwalia qui est aussi sortie vivante d'un pilier d'Art.